# Porthidium lansbergii
Porthidium lansbergii là một loài rắn trong họ Rắn lục. Loài này được Schlegel mô tả khoa học đầu tiên năm 1841.